# Прапор Шептицького
Пра́пор Шептицького — офіційний символ міста Шептицький Львівської області, затверджений 27 вересня 2002 року сесією міської ради.
Автор — А. Гречило.

## Опис прапора
Квадратне полотнище, що складається з двох рівновеликих горизонтальних смуг — верхньої червоної, на якій 3 жовті вагонетки з чорним вугіллям (1 над 2), та нижньої чорної, на якій покладені навхрест дві жовті гілки папороті.

## Історія
Основою для сучасного герба та прапора став сюжет герба Шептицького з 1976 р. У них відкориговано малюнки та колористику. Поєднання червоного та чорного кольорів свідчить про місцеві традиції боротьби за незалежність України. Червоний колір також вказує на назву міста, а чорний колір та вагонетки підкреслюють роль вугільної промисловості в його розвитку. Гілки папороті символізують багатство та добробут.